# Skara Brae

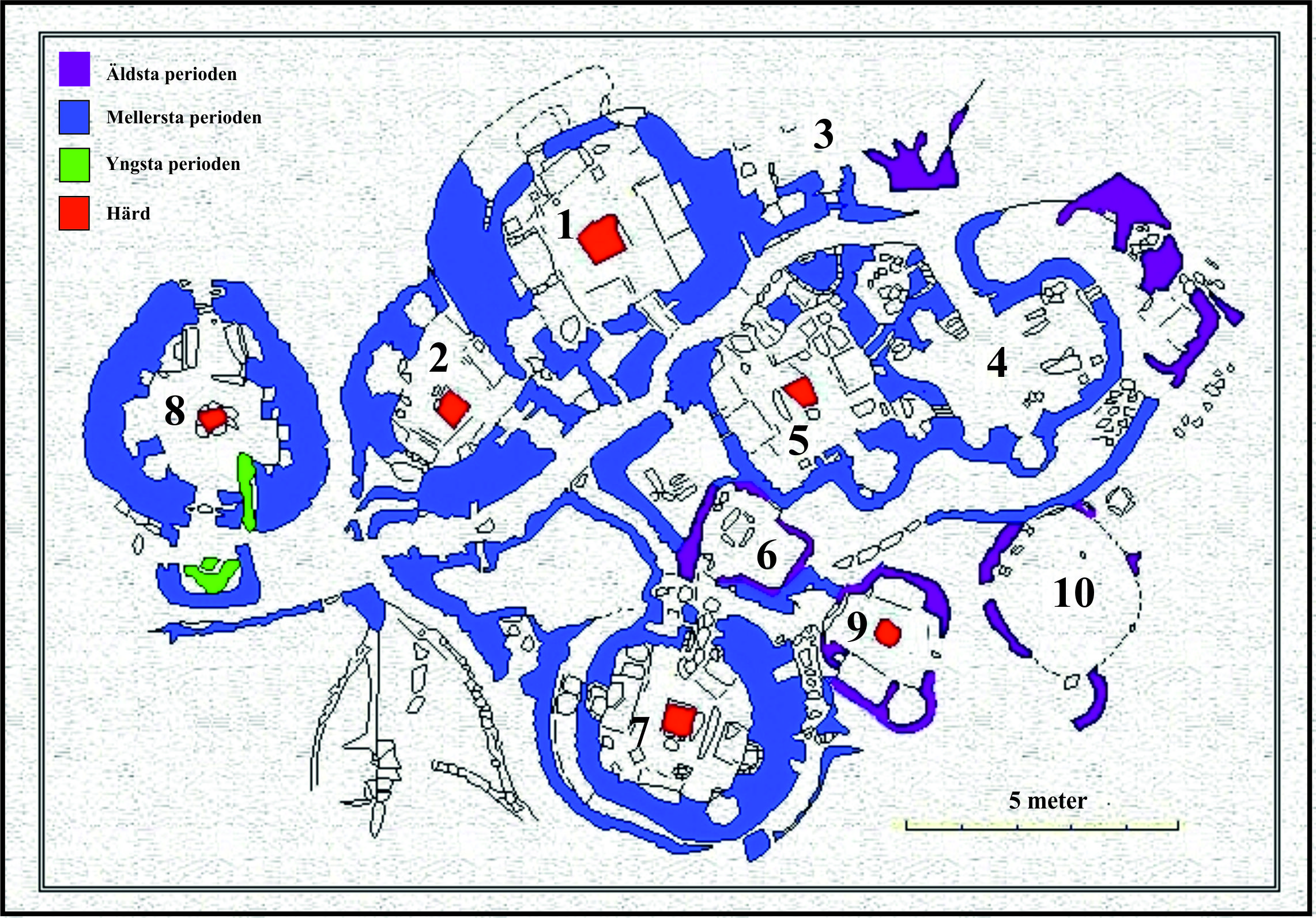
Mapa del asentamiento

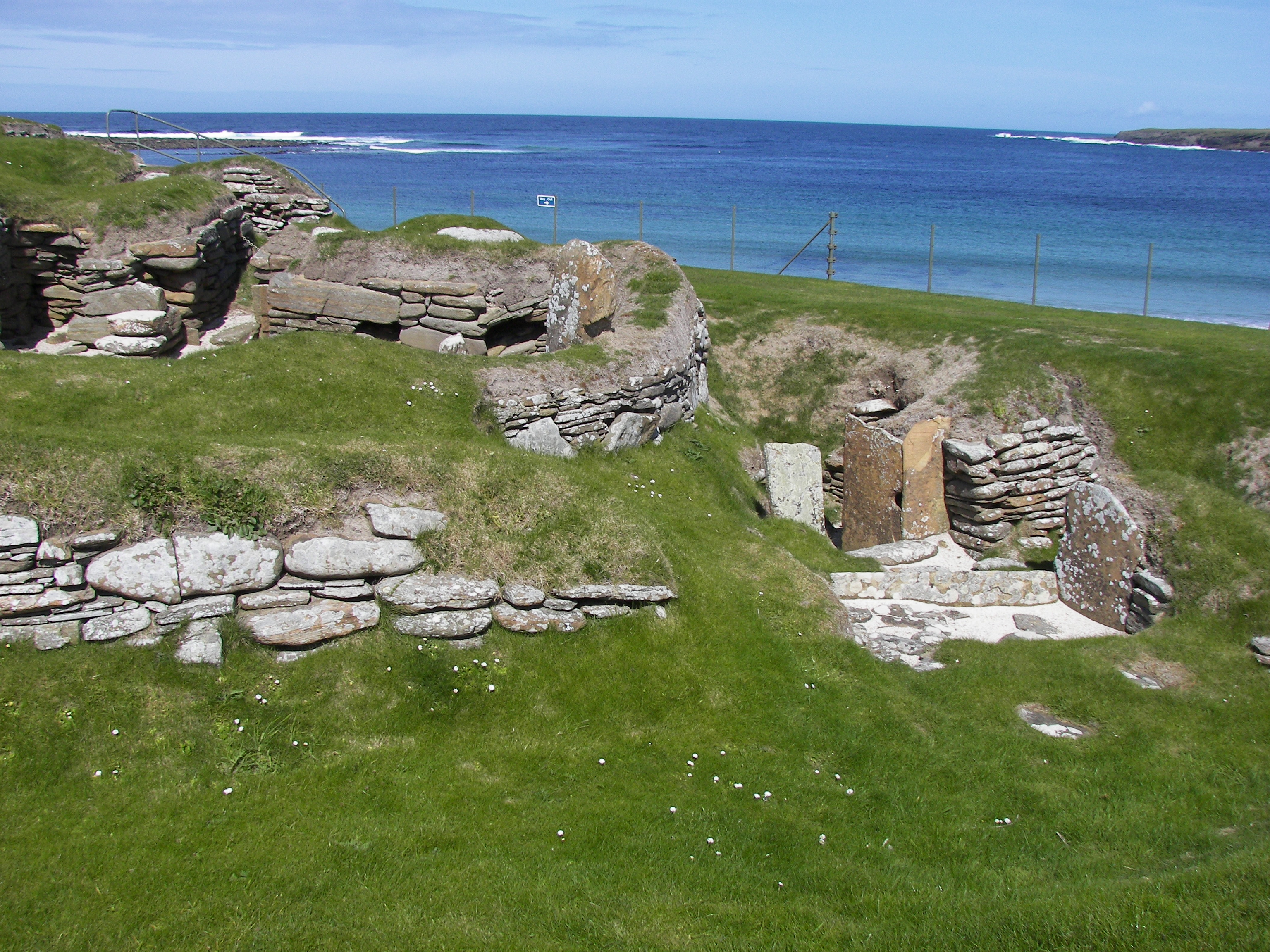
Restos de una de las edificaciones, al fondo el mar

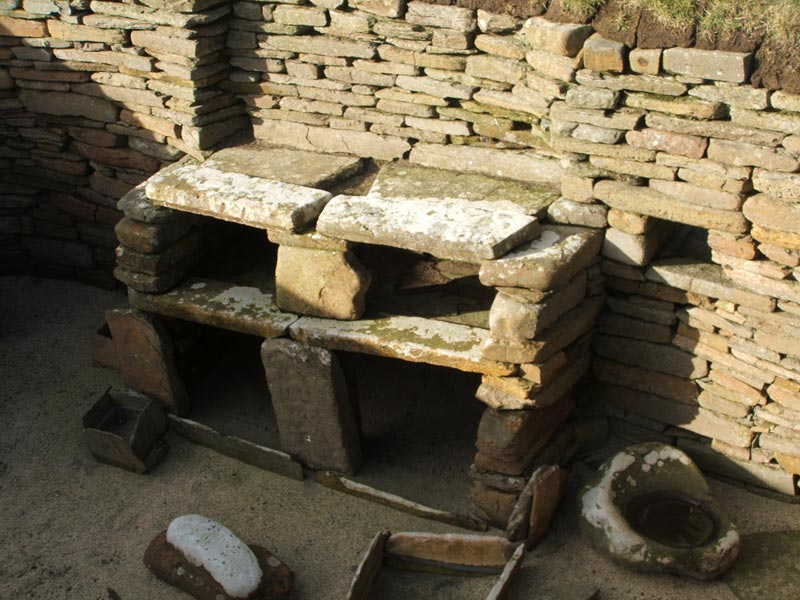
Mueble en piedra dentro de una de las viviendas de Skara Brae

Skara Brae (pronunciado /ˈskɑrə breɪ/) es un extenso asentamiento neolítico situado en la bahía de Skaill, en Mainland, la más grande de las Islas Órcadas de Escocia. Consta de diez casas agrupadas y debió estar habitado, aproximadamente, entre el 3100 y el 2500 a. C. Su importancia y su buen estado de conservación han hecho que la Unesco lo declarase Patrimonio de la Humanidad. 

## Conservación y descubrimiento
Está considerado como el poblado neolítico mejor conservado y más completo del norte de Europa. Además de ser un poblado bajo el nivel del terreno, que ayudó a la conservación, el factor clave fue el sellado natural con arena que se produjo al poco tiempo del abandono del mismo.
Hasta 1850, Skara Brae estaba oculto bajo capas de sedimentos acumuladas durante siglos, hasta que una fuerte tormenta los desenterró. Entre 1927-28 y 1930, Vere Gordon Childe lo excavó por completo, revelando su contenido.

## Construcción
Originalmente, Skara Brae se asentaba en la orilla de un lago interior cuyo brazo de tierra entre él y el mar fue erosionado, por lo que en la actualidad se encuentra a orillas del mar.
La construcción del asentamiento se realizó en dos fases, siendo los edificios aislados parte de la primera y el resto de construcciones de la segunda fase, que utilizó la misma ubicación que la primera. Una diferencia entre las casas son la forma de construcción de las camas, en un caso proyectadas desde la pared y en otro empotradas en ella.
Las casas se construyeron con la técnica de la arquitectura subterránea y piedra seca, utilizando para ello montículos preexistentes de desechos, conocidos como køkkenmødding (también llamados midden). Aunque estos montículos también proporcionaban cierta estabilidad a la casa, su función principal era la de ofrecer aislamiento contra el duro clima de las Órcadas. Estas edificaciones medían unos 40 m², y constaban de una gran habitación cuadrada con un gran hogar, que se emplearía para cocinar y como calefacción, dos habitáculos para dormir, muebles y pequeños depósitos en el suelo para almacenar, probablemente, pescado, marisco o cebo para la pesca. Dado que en esta zona apenas crecen árboles, los habitantes de Skara Brae empleaban maderas traídas por la marea y huesos de ballena, recubiertos con paja y hierba o turba, para cubrir sus viviendas.

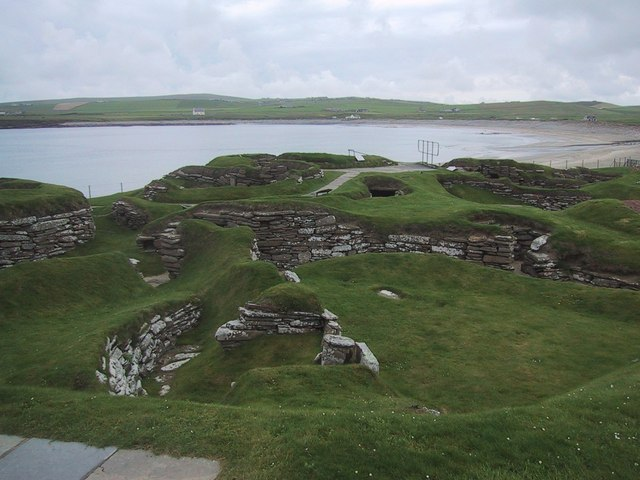
Casas y calles.

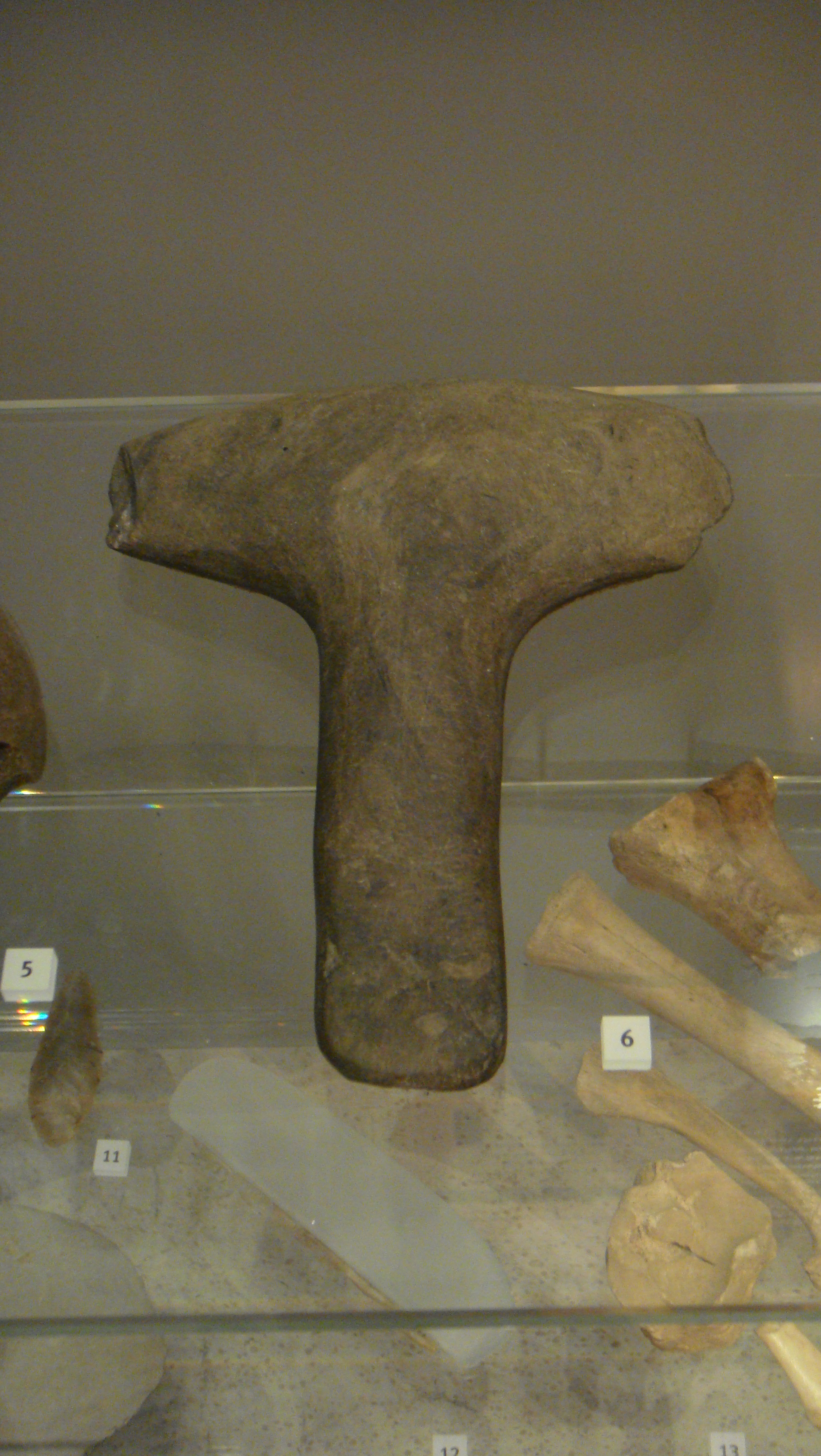
Hacha de piedra recuperada en Skara Brae.

Las casas también contenían algunos muebles hechos de la misma piedra que las paredes, tales como armarios, sillas o cajas para almacenamiento. Además el poblado disponía de un sofisticado sistema de canalización que permitía que existiera una variante primitiva de retrete en cada vivienda.

## Industria
Aparentemente, los habitantes primitivos de Skara Brae fabricaban y usaban vasijas estriadas similares a las de otros pueblos británicos.
Una de las edificaciones aparece desnuda de todo mobiliario y dividida en pequeños cubículos. Es posible que la casa se usase como taller para la fabricación de herramientas sencillas, como agujas o hachas, ya que durante su excavación se descubrieron restos de piedra, hueso y cuerno. Es la edificación con el número 8.

## Abandono del asentamiento
Los estudios realizados con carbono-14 llevan a pensar que Skara Brae estuvo ocupado desde, aproximadamente, el año 3100 a. C. hasta el 2500 a. C., cuando el clima cambió, volviéndose más húmedo y frío, y el asentamiento se abandonó. Hay diversas teorías que intentan explicar la desaparición de los habitantes de Skara Brae, pero ninguna ha podido aportar pruebas concluyentes.

## Otros descubrimientos
Este asentamiento también ofrece el primer testimonio de la existencia de pulgas, Pulex irritans, en Europa.

## Patrimonio de la Humanidad
El Corazón del neolítico de las Orcadas (The Heart of Neolithic Orkney) se inscribió como Patrimonio de la Humanidad en diciembre de 1999. Esta calificación incluye, además del asentamiento de Skara Brae, Maeshowe, el Anillo de Brodgar, las Rocas de Stenness y otros lugares similares de la misma zona.